# Oprawca
Oprawca (justycjariusz, maleficorum iudices) – w XIV i XV wieku w Polsce urzędnik powołany do ścigania, przeprowadzenia śledztwa i sądzenia zawodowych złodziei oraz rabujących na drogach bez względu na ich przynależność stanową.
Powstanie urzędu było wynikiem umocnienia się władzy monarszej za Władysława Łokietka i próby umacniania w związku z tym elementów arbitralnego postępowania sądowego. Uprawnienia oprawcy, będące w praktyce formą procesu inkwizycyjnego, wobec wrogiego nastawienia szlachty zostały stopniowo ograniczone. W XV wieku justycjariusz nie miał już uprawnień sądowych. Zajmował się ściganiem przestępców i ich oskarżaniem przed sądem starościańskim. Do końca XV wieku (na Mazowszu do połowy XVI wieku) urząd zanikł. 
W latach 1784–1848 w Galicji istniał urząd justycjariusza w sądownictwie dominialnym. Był to mianowany i utrzymywany przez właściciela wsi lub miasta urzędnik rozpatrujący sprawy cywilne i drobne karne.